# Jekaterina Eduardowna Bikert
Jekaterina Eduardowna Bikert (russisch Екатерина Эдуардовна Бикерт; * 13. Mai 1980 in Katschkanar) ist eine russische Leichtathletin, die sich auf den 400-Meter-Hürdenlauf spezialisiert hat. 

## Karriere
Bikert unterbot 2001 in 57,61 Sekunden erstmals die 60-Sekunden-Grenze über die lange Hürdenstrecke. Nach zwei schwächeren Jahren verbesserte sie 2004 ihre Bestzeit um fast vier Sekunden und qualifizierte sich für die russische Olympiamannschaft. Bei den Olympischen Spielen in Athen belegte sie als beste Russin in 54,18 Sekunden den sechsten Platz, nachdem sie im Halbfinale 53,79 Sekunden gelaufen war. 2005 trat die für den SK Luch aus Jekaterinburg startende Athletin wie 2004 beim Leichtathletik-Europacup an und belegte wie 2004 den zweiten Platz. 
2006 war Bikert nicht aktiv, kehrte aber 2007 auf die Laufbahn zurück; bei den Weltmeisterschaften in Osaka schied sie im Halbfinale aus. 2008 gewann sie in 54,34 Sekunden ihren einzigen russischen Meistertitel. Bei den Olympischen Spielen in Peking qualifizierte sie sich in 54,38 Sekunden für das Finale, in dem sie in 54,96 Sekunden wie vier Jahre zuvor als beste Russin Sechste wurde. 
Bei einer Körpergröße von 1,77 Metern beträgt Bikerts Wettkampfgewicht 68 Kilogramm.

## Bestzeiten
- 400 Meter Hürden: 53,72 Sekunden (30. Juli 2004 in Tula)
- 400 Meter: 51,26 Sekunden (5. Juni 2004 in Tula)